# Incarvillea zhongdianensis
Incarvillea zhongdianensis là một loài thực vật có hoa trong họ Chùm ớt. Loài này được Grey-Wilson mô tả khoa học đầu tiên năm 1998.